# Styringomyia manicata
Styringomyia manicata är en tvåvingeart som beskrevs av Edwards 1928. Styringomyia manicata ingår i släktet Styringomyia och familjen småharkrankar.
Artens utbredningsområde är Thailand. Inga underarter finns listade i Catalogue of Life.